# St. Katharina (Thankirchen)

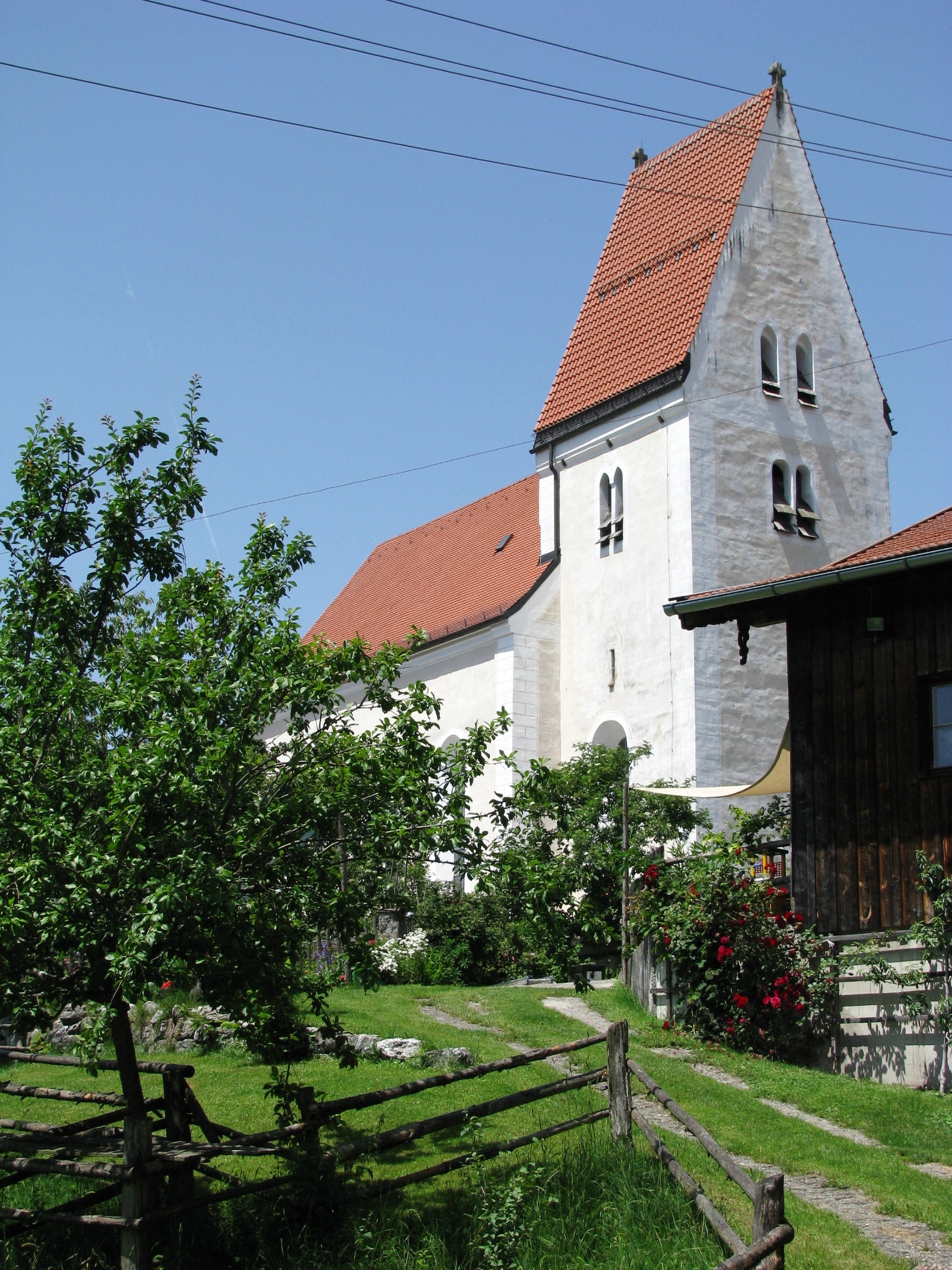
St. Katharina in Thankirchen

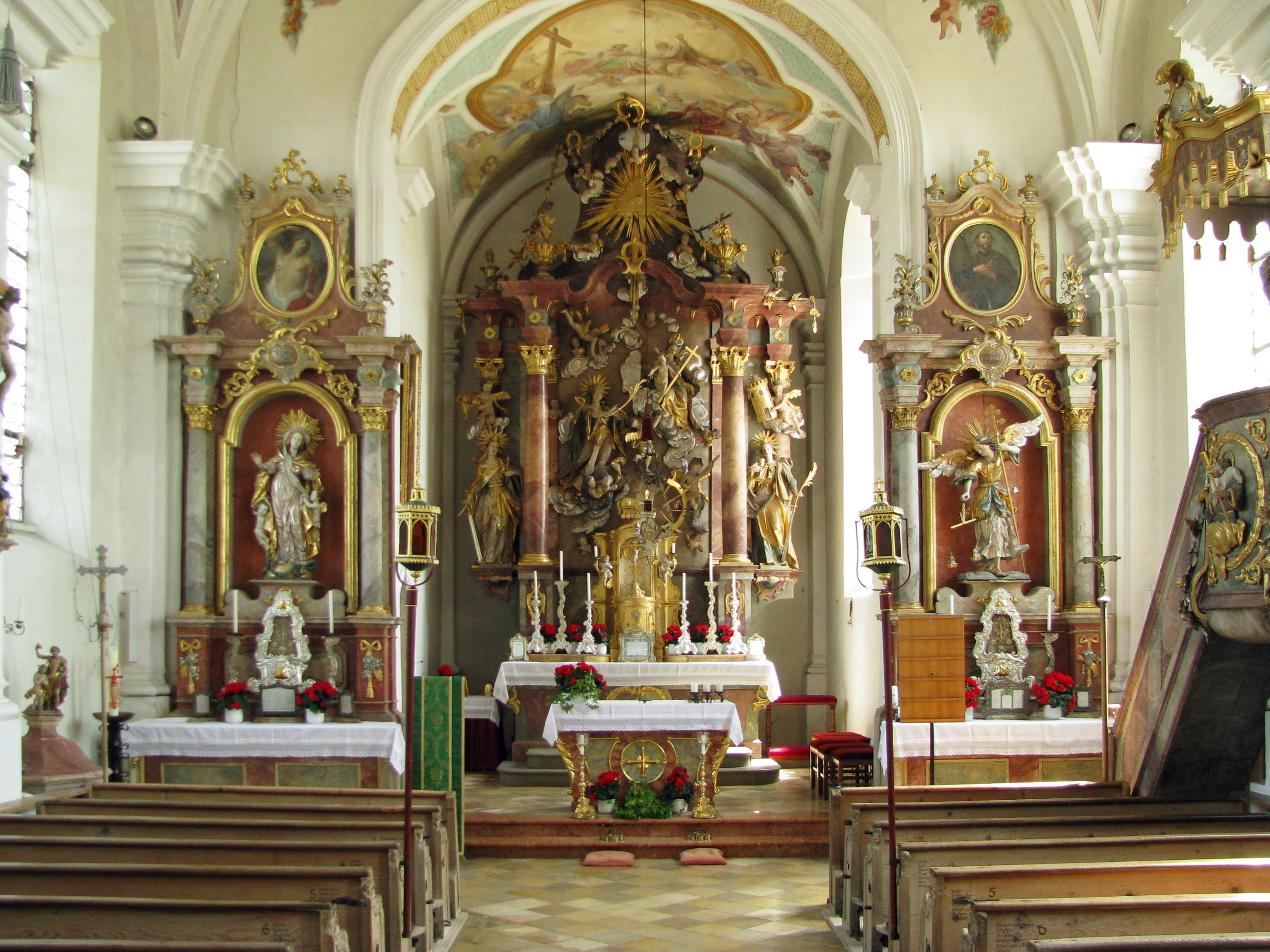
Altäre

Die römisch-katholische Kuratiekirche St. Katharina steht in Thankirchen, einem Gemeindeteil von Dietramszell im oberbayerischen Landkreis Bad Tölz-Wolfratshausen. Sie ist in der Liste der Baudenkmäler in Dietramszell unter der Nr. D-1-73-118-164 eingetragen. Die Kirche gehört zum Dekanat Bad Tölz-Wolfratshausen im Erzbistum München und Freising.

## Beschreibung von Gebäude und Ausstattung
Der romanische Chorturm wurde um 1100 erbaut. An den Turm wurde nach Westen 1728 das barocke Langhaus zu drei Jochen angebaut. Der Entwurf der 1777/78 erfolgten Umgestaltung der Saalkirche wird Leonhard Matthäus Gießl zugeschrieben. Das Langhaus ist mit einem Stichkappengewölbe überspannt, der Chor im Erdgeschoss des Turms mit einem Kreuzgratgewölbe. 
In der Deckenmalerei im Chor ist die Heilige Dreifaltigkeit dargestellt, im Langhaus Katharina von Alexandrien als Märtyrerin. Über der Orgel befindet sich ein Gemälde der heiligen Cäcilia von Rom von Christian Wink. 
Der Hochaltar wurde 1777 gebaut. Auf den Konsolen neben ihm stehen Statuen der heiligen Agatha von Catania und der heiligen Barbara von Nikomedien. Im Mittelteil steht in einem großen Halbrelief links auf einer Wolke St. Katharina mit einem goldenen Zweig in der Hand und schaut zur Gottesmutter mit dem Jesuskind hinauf. Unten rechts ist ein zerbrochenes Rad zu sehen, mit dem Katharina gefoltert werden sollte. 
An der Brüstung der Kanzel ist ein Relief mit der Darstellung des Guten Hirten angebracht.

## Glocken
Von den drei Glocken von St. Katharina in Thankirchen wurde die große, 1920 aus Gussstahl gefertigte 2023 aus statischen Gründen gegen einen Bronzeneuguss von Perner ausgetauscht. Die beiden historischen Glocken von 1575 beziehungsweise 1710 kamen unbeschadet durch beide Weltkriege in unsere Zeit.
Die neue Glocke mit einem Gewicht von ca. 1200 kg wurde der alten Glocke von 1902 nachempfunden, die im Ersten Weltkrieg hatte abgeliefert werden müssen und wie viele andere zur Herstellung von Kanonen eingeschmolzen worden war. Ihre Bronze besteht zu 78 % aus Kupfer und zu 22 % aus Zinn. Wie damals zieren Reliefs der fünf Patrozinien der Pfarreiengemeinschaft den Glockenmantel: St. Katharina (Thankirchen), Mariä Geburt (Peretshofen), St. Anna (Humbach), St. Georg (Rampertshofen) und St. Koloman (Bairawies). Darunter steht nicht mehr in Latein, sondern auf Deutsch: „Damit alle eins seien, ihr heiligen Patrone, bittet für uns. …“ Am 21. Mai 2023 weihte Weihbischof Rupert Graf zu Stolberg die neue Glocke. Die Handlung fand in der Kirche St. Anna in Humbach statt, weil dort mehr Platz und die Renovierung der Kirche von Thankirchen noch nicht ganz abgeschlossen war. Am 7. Juli 2023 wurde die neue Glocke in den Turm von Thankirchen hochgezogen.